# Oldřich Unger
Oldřich Unger (13. ledna 1934 České Budějovice – 16. července 2015 Santa Ana, Kalifornie) byl český rozhlasový redaktor, reportér, hlasatel a herec Divadla Járy Cimrmana. Byl prvním redaktorem populárně-vědeckého rozhlasového pořadu Meteor. 

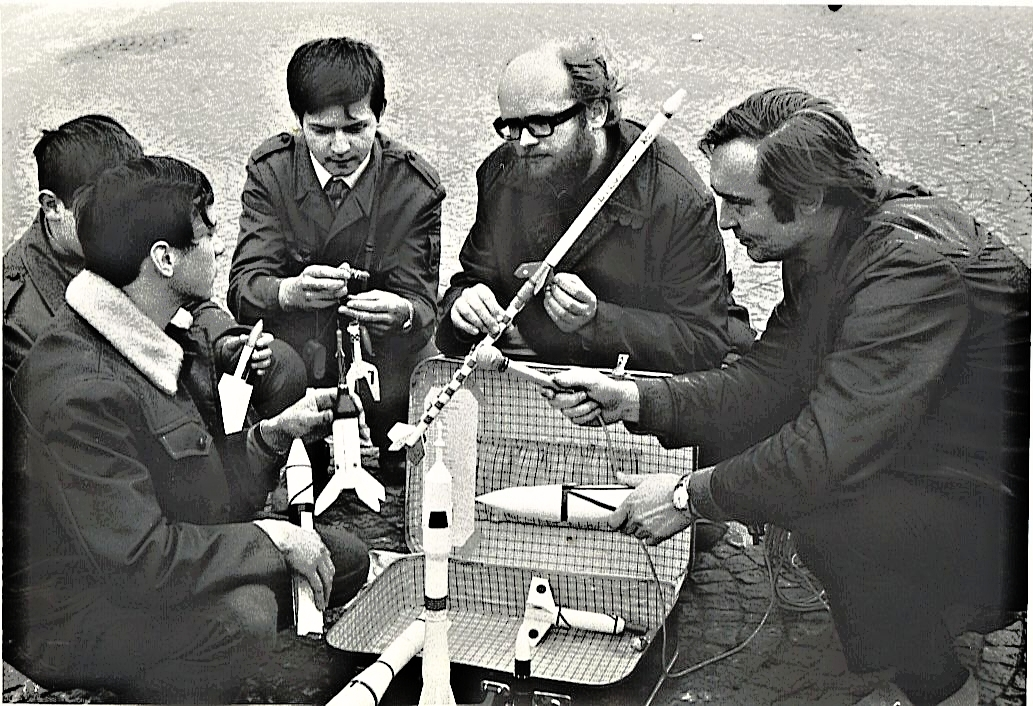
Bohumil Kolář (uprostřed), Oldřich Unger (vpravo) a tři členové raketových modelářů z Dobříše při natáčení pořadu Meteor v listopadu 1971

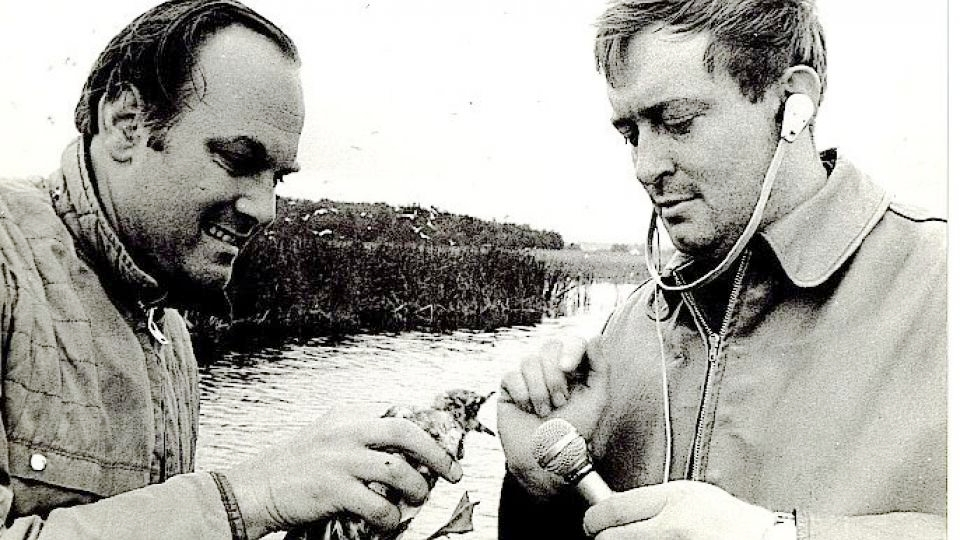
Oldřich Unger (vpravo) v červnu 1967

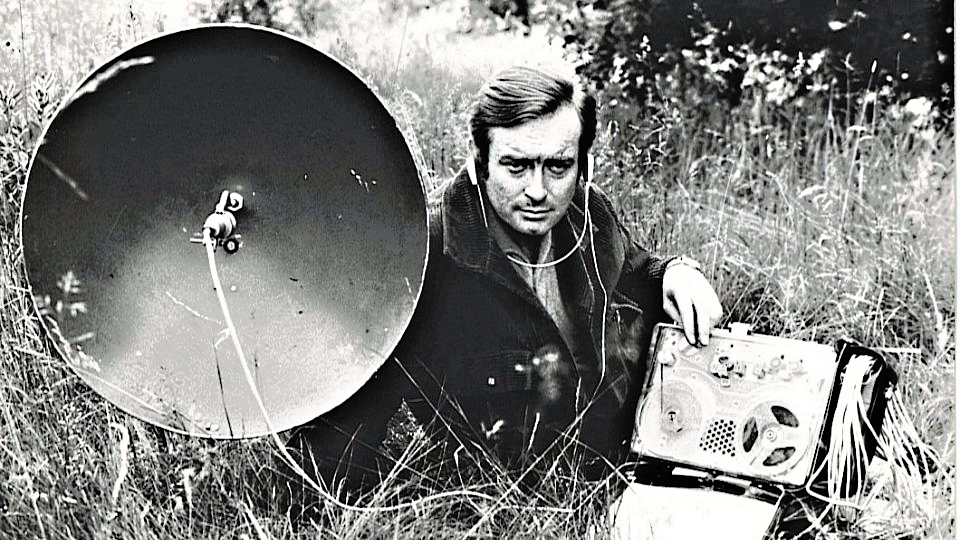
Oldřich Unger při natáčení příspěvku pro pořad „Meteor“

## Život a kariéra
V letech 1949 až 1951 vystudoval Hospodářskou školu v Českých Budějovicích, v letech 1958 až 1962 pak Střední osvětovou školu v Praze, obor novinářství. Do redakce vědy a techniky pro mládež HRDM Československého rozhlasu v Praze nastoupil 1. ledna 1962 ze zpravodajské redakce krajské stanice v Českých Budějovicích, kde působil už od 1. července 1951 jako redaktor a reportér zpravodajského oddělení, hlasatel a sportovní reportér. Účinkoval zde rovněž v rozhlasových hrách. 
V redakci převzal po redaktorce Ivě Vrbické pořad STOP magazín (na němž se podíleli i někteří další členové redakce – Bohumil Kolář, Ota Ksandr, Kamil Horák, Milan Bauman a další). Přestěhování, práce v nové redakci, budování nových autorských kontaktů, a při tom ještě dálkové studium – muselo být pro něj dost náročné, ale Oldřich Unger vše zvládl. Své přednosti talentovaného reportéra a zaníceného milovníka přírody mohl však naplno uplatnit až v příštím roce (od září 1963), kdy se poprvé ozval na rozhlasových vlnách pořad Meteor. Připravoval ho až do 14. května 1973, kdy musel Československý rozhlas nedobrovolně opustit.

### Rozhlasové reportáže a další žánry
V pořadu Meteor (zpočátku monotematickém) odvysílal jako jeho odpovědný redaktor a reportér mnoho reportáží, rozhovorů a příspěvků řady dalších žánrů i forem. Na jejich zpracování spolupracoval nejen s kolegy v redakci (zejména Dr. Josefem Kleiblem a Bohumilem Kolářem), ale i s mnoha vědci. Například v reportážích z hvězdárny v Ondřejově a v dalších programech o kosmu spolupracoval s Dr. Bohumilem Švestkou, Dr. Zdenkem Plavcem a Dr. Jiřím Grygarem. V seriálu Procházky přírodou s fytopatologem a básníkem profesorem Ctiborem Blattným. Připravil též pořady s cestovatelem Miloslavem Stinglem či etnografem Václavem Šolcem z Náprstkova muzea v Praze. K úspěšným počinům též patřily seriály z Pražské ZOO s Dr. Josefem Králem a ostatními zoology.

### Zvukové archivy a další tvorba
V roce 1964 začal pracovat na vzniku Zvukové fonotéky hlasu a zvuku přírody (seriózních a vědecky vedených dokumentech). Tato zvuková databanka měla posloužit nejen Meteoru, ale také všem ostatním programovým složkám rozhlasu. Projekt později dostal název Zvukový atlas přírody Čs. rozhlasu. Ten brzy shromáždil stovky zvukových záznamů natočených na profesionální švýcarský magnetofon Nagra. S ním jako jediný mohl pracovat samostatně, bez spolupráce přenosových techniků. (Viz foto Alexandr Janovský). V roce 1965 projevila britská rozhlasová stanice BBC zájem o výměnu zvukových dokumentů (BBC Natural History Unit v Bristolu). Na tomto projektu spolupracoval s Johnem Burtonem a Jeffery Boswallem z BBC, ale též se Sveriges Radio ve Stockholmu, s rozhlasem Polska a Maďarska a Bulharska. Výměny zvukových záznamů probíhaly též na úrovni vědeckých institucí – například s Dr. Veprincevem z Akademie věd v Moskvě, s ornitology Maďarské akademie věd a dalšími. Fonotéka Zvukový Atlas umožnila realizovat řadu vynikajících rozhlasových programů. Například ptačí hitparádu Šest na bidýlku, seriál o biomuzikologii (s Dr. Petrem Szokem), dva tříměsíční seriály Hlas pro tento den (s Dr. Liborem Halíkem) v letech 1968 a 1969. Obchodní oddělení ČsRo ve spolupráci s Merkurem vydalo v roce 1972 zvukové záznamy s názvem Ptáci v lese a u vody 1972 a v roce 1973 druhý díl Ptáci lesa 1973. Byly opatřeny kartami s barevnými fotografiemi a stručným popisem ptáků. Na tomto projektu Unger spolupracoval s Dr. Jiřím Formánkem z Národního Muzea v Praze. S kolegou Bohumilem Kolářem připravil seriál o dobývání šestého „mokrého kontinentu“ – o pronikání do hlubin světového oceánu. Ten se stal podkladem pro knihu Explorers Of The Deep (1976), která byla přeložena do angličtiny, francouzštiny a němčiny. Vydalo ji nakladatelství Artia ve spolupráci s nakladatelstvím Hamlyn ve Velké Británii.

### Vinárna u pavouka a Cimrman
Roku 1965 byl přizván do tvůrčího týmu legendárního rozhlasového pořadu Nealkoholická vinárna U Pavouka, u jehož zrodu stáli tehdejší redaktoři Armádního vysílání Československého rozhlasu a pozdější zakladatelé Divadla Járy Cimrmana – Zdeněk Svěrák a Jiří Šebánek. Unger ve „vinárně“ představoval postavu Inženýra Artuše Leflera – tvůrce zcela zbytečných technických vynálezů. (Unger pravidelně účinkoval i v dalších v rozhlasových hrách.) Už 23. prosince 1966 roku byl v tomto pořadu, jehož mnozí posluchači věřili, že se jedná o skutečné živé přenosy z vinárny tohoto jména, oznámen smyšleným doktorem Evženem Hedvábným (vlastním jménem Karel Velebný) nález pozůstalosti doposud neznámého českého génia Járy Cimrmana. 
Když Šebánek přišel s nápadem založit Cimrmanovi zasvěcenou divadelní scénu, Unger byl mezi zakládajícími členy souboru. Jeho první rolí byl Bedřich Síra ve Svěrákově hře Akt (1967). Jako cimrmanolog se Unger specializoval na technickou stránku géniova odkazu, používal titulu „doktor inženýr“ a v seminářích předváděl různé Cimrmanovy převratné, leč zapomenuté vynálezy. Na rozdíl od některých jiných herců Unger zůstal v divadle Járy Cimrmana i po rozkolu a odchodu Jiřího Šebánka a režisérky Heleny Philippové, a po další dekádu byl jedním z kmenových herců souboru. Vynikal výrazným a neopakovatelným hlasovým projevem, svůj znělý basbaryton nejlépe uplatnil v pěvecké roli plantážníka Krišny v opeře Úspěch českého inženýra v Indii. Objevil se také v epizodní roli průvodce výstavou Uko Ješity v komedii Jáchyme, hoď ho do stroje!, což je vzácný filmový snímek Ungerovy osoby (jinak ho najdeme jen na fotografiích nebo je zaznamenán pouze jeho hlas).
V divadle působil do roku 1978, kdy ukončil veškeré aktivity v Československu a podal se svou ženou žádost o vystěhování (viz níže).

### Konec rozhlasové kariéry
Závěr jeho působení v Československém rozhlase se přiblížil už 9. května 1968, kdy Literární listy v jedenáctém čísle zveřejnily článek Petra Chudožilova a Oldřicha Ungera „Viním Vás ze smrti svého muže“. Unger pro něj natáčel rozhovor s bývalým vězeňským lékařem v Ruzyni Dr. Sommerem, který byl vězni označen za nelítostného sadistu. Pod tlakem těchto svědectví, zveřejněných ve Večerní Praze a v jiných publikacích, spáchal Dr. Sommer sebevraždu. Oba autoři článku byli v rozhlasovém komentáři B. Roháčka obviněni, že svým rozhovorem „… přinutili Dr. Sommera ke zhroucení a pak k sebevraždě.“ Dne 21. srpna 1968, v době okupace Československa, byl Unger od časných ranních hodin na svém pracovišti a natočil těsně před obsazením a vyklizením rozhlasu krátký záběr o situaci před budovou a uvnitř budovy. Záznam se mu podařilo vynést a později byl dokument několikrát použit ve vysílání. Dne 4. října 1972 přineslo komplexní hodnocení rozhlasové činnosti Oldřicha Ungera tento závěr: „Po urychleném najití náhrady propustit z Čs. rozhlasu“. Podepsáni Bořivoj Horák a Svatopluk Dolejš.[zdroj?] Poslední část profesionálního působení Ungera nastala až po několika měsících intenzivního hledání nového zaměstnání po propuštění z rozhlasu v květnu 1973.

### Jiná působení a emigrace
Od 1. dubna 1976 pak pracoval jako samostatný odborný referent, a sice specialista (zvukový režisér) v národním podniku Komenium se zaměřením na audiovizuální učební pomůcky. Zasloužil se též o profesionální úroveň nahrávacího studia v Senovážné ulici v Praze. Realizoval jazykové kurzy anglického a ruského jazyka či výukové programy z českých a světových dějin. Spolupracoval s Radovanem Lukavským, Václavem Voskou, Karlem Högerem, Otakarem Brouskem, Jiřím Adamírou, Petrem Haničincem, Jiřím Kepkou, Alfrédem Strejčkem, Dagmar Sedláčkovou či Klárou Jernekovou.
Dne 30. září 1978 byl z Komenia propuštěn, protože spolu s manželkou podepsali Chartu 77. Později podali žádost o vystěhování z ČSSR. Z funkce asistentky filmového střihu v Československé televizi byla odejita i jeho manželka. Poté se po několik měsíců snažili získat povolení k vystěhování. Sedmadvacátého srpna 1979 byl Oldřich Unger „… propuštěn ze státního svazku Československé socialistické republiky. Propuštění se vztahuje i na manželku Ivanu, rozenou Janouškovou.“ Propuštěni byli též synové David, Daniel a Dominik.
Den po kladném vyřízení rodina odjela do Vídně. Po zdejším krátkém pobytu odcestovali do Spojených států amerických, kde nakonec našli zaměstnání v Kalifornii jako správci na milionářských usedlostech. Podle vzpomínek manželky Unger toto své podřízené postavení těžce nesl a nikdy se s ním zcela nevyrovnal. Manželé si brzy našetřili na vlastní dům, ve městě Santa Ana. Do své vlasti se Unger již nikdy nevrátil, ani když to po sametové revoluci bylo opět možné.
Od roku 2013 byl trvale upoután na lůžko kvůli dialýze ledvin a 16. července 2015 zemřel ve věku 81 let, pár dní poté, co odmítl pokračovat v podpůrné léčbě. Své tělesné ostatky odkázal vědě.

## Role

### Divadlo Járy Cimrmana
Postavy ztvárněné ve hrách Divadla Járy Cimrmana:
- Bedřich Síra (Akt)
- inspektor (Vyšetřování ztráty třídní knihy)
- Bormann (Domácí zabijačka)
- hostinský (Hospoda Na mýtince)
- továrník Bierhanzel (Vražda v salonním coupé)
- lékař, farář (Němý Bobeš)
- plantážník Krišna (Cimrman v říši hudby)
- král (Dlouhý, Široký a Krátkozraký)[pozn. 1]
- otec/Hlavsa (Posel světla/Vizionář)
- hlas inspektora Trachty (zpomalený zvukový záznam, Hospoda Na mýtince)[pozn. 1]

Alternoval nejčastěji s Jaroslavem Weiglem, většinu jeho rolí po jeho odchodu převzal Jan Hraběta.

##### Záznamy vystoupení
Oldřich Unger není zachycen na žádném oficiálním videozáznamu cimrmanovských her, pouze na řadě fotografií. Jeho hlas však stihl být zvěčněn již na první desce Divadla Járy Cimrmana, Dlouhý, Široký a Krátkozraký, natočené v roce 1976 (role Krále). Je možné ho ještě slyšet na záznamech hry Hospoda Na mýtince, konkrétně audio z roku 1977 a video z roku 1997, kde namluvil hlas inspektora Trachty . Údajně[zdroj?] bylo plánováno i jeho obsazení na nahrávce hry Cimrman v říši hudby. Kvůli odchodu Jana Klusáka z divadla se natáčení zrušilo; mnohem později byl zaznamenán pouze seminář (1997) a následně i hra (2004), tehdy už ovšem bez Ungera. 
Dále existují neoficiální audiozáznamy, na nichž vystupuje v roli Bedřicha Síry (původní i nová verze hry Akt), dále v roli Inspektora (původní verze hry Vyšetřování ztráty třídní knihy), Továrníka Bierhanzela (Vražda v salonním coupé), Faráře (snímek hry Němý Bobeš z roku 1971), Lékaře (Němý Bobeš), Plantážníka Krišny (Cimrman v říši hudby + dva záznamy opery Úspěch českého inženýra v Indii) a Dlouhý, Široký a Krátkozraký (delší verze LP záznamu bez střihů).
Je možné ho vidět a slyšet v krátké scénce natočené roku 1975 pro Kabaret U dobré pohody.
Na zvukové kompilaci Posel světla a další... (2005) je zařazen archivní záznam Ungerovy přednášky ze semináře k Vraždě v salonním coupé.

### Film
- Jáchyme, hoď ho do stroje (1974, role Předseda výstavního výboru, režie Oldřich Lipský)
- Na samotě u lesa (1976, vypravěč pohádky v rádiu (druhý), režie Jiří Menzel)
- Báječní muži s klikou (1978, majitel biografu, režie Jiří Menzel)